# Brooklyn Field Club
I Brooklyn Field Club era una società calcistica statunitense con sede a Brooklyn, quartiere di New York (New York).

## Storia
Tra il 1909 e il 1916 hanno giocato nella National Association Football League (NAFBL) vincendo il titolo 1913-1914. È ricordato per esser stata la prima formazione a vincere il titolo della National Challenge Cup (US Open Cup) nel 1914.

## Cronologia
| Anno    | Lega  | Stagione Regolare | National Challenge Cup |
| ------- | ----- | ----------------- | ---------------------- |
| 1909-10 | NAFBL | 3°                | -                      |
| 1910-11 | NAFBL | 7°                | -                      |
| 1911-12 | NAFBL | 6°                | -                      |
| 1912-13 | NAFBL | 10°               | -                      |
| 1913-14 | NAFBL | 1° (campione)     | Vincitore              |
| 1914-15 | NAFBL | 6°                | non partecipa          |
| 1915-16 | NAFBL | 5°                | non partecipa          |
| 1916-17 | NAFBL | 8°                | non partecipa          |

## Palmarès

### Competizioni nazionali
- U.S. Open Cup: 1

1913-1914

## Giocatori
- Percy Adamson (1913–1914)
- Neil Clarke (1913–1914)
- Robert Millar (1913–1914)
- Harry Shanholt (1913–1915)
- Paddy Butler (1914–1915)
- James Ford (1914–1915)
- Charles Drinkwater (1914–1916)
- George Knowles
- W. Haughie
- H. Hinds (o Hynds)
- H. W. Matthews
- Nichols